# Viticultura en Aguascalientes
Viticultura en Aguascalientes se refiere a los aspectos de la producción de uva y vino en el estado de Aguascalientes.

logo uva

La viticultura, también conocida como vinicultura o vitivinicultura, es el arte y la ciencia de cultivar uvas para la producción de vino. Esta práctica, con raíces  europeas ha evolucionado a lo largo del tiempo, dando forma a las tradiciones culturales y a la economía de muchas regiones en todo el mundo.

## Historia en México
La historia de la vinicultura en México se da en época colonial (siglo XVI), cuando los españoles introdujeron las vides y las técnicas de producción de vino en el territorio. Es 1524  por solicitud de Hernán Cortés comienza la plantación de vides en la Nueva España.
Hacia 1550 y décadas subsiguientes, el cultivo de la vid y la elaboración del vino se extendió desde México a diferentes territorios de América. Debido a la creciente viticultura que existía en las colonias ultramarinas, se dictaron leyes para proteger el vino peninsular, permitiendo sólo a las misiones católicas el cultivo y la producción de vino para su autoconsumo. Numerosas misiones jesuitas, a finales del siglo XVII y la segunda mitad del XVIII y hasta principios del XIX cultivaron y produjeron vino.

### Historia  de la Vinicultura en Aguascalientes

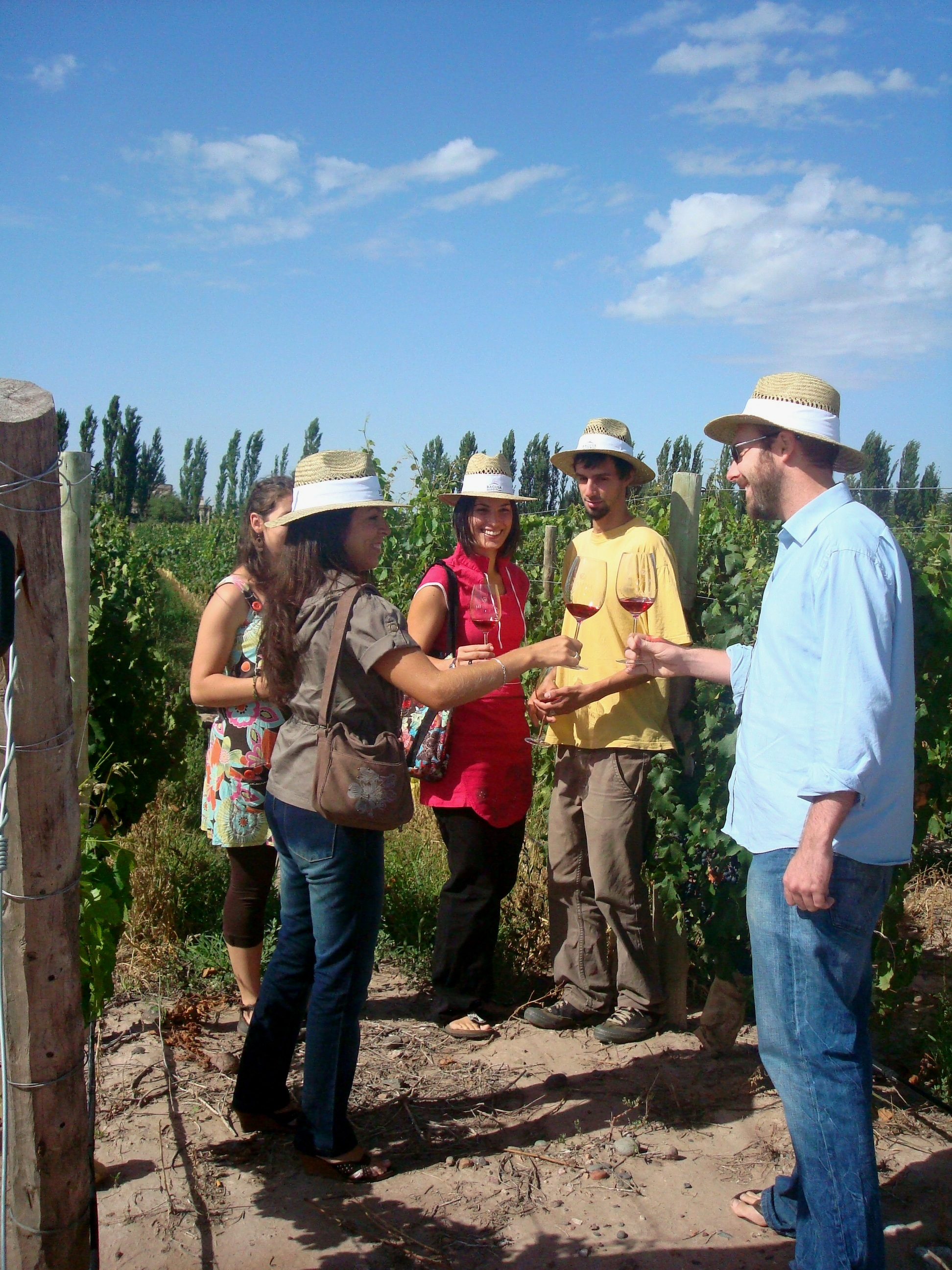
Enoturismo

En el siglo XVIII, una gran parte de los habitantes de la villa de Aguascalientes se dedicaba a la fabricación y comercialización de chinguirito, un aguardiente hecho a base de salvado y piloncillo, produciendo además pequeñas cantidades de vino y aguardiente legítimo de uva cosechada en el lugar, siendo estas bebidas prohibidas por el gobierno colonial.
Para finales del siglo XVIII y principios del XIX, se produjo un profundo reacomodo del mercado, haciendo que las fábricas de Aguascalientes se vieran menos en favor de las que se establecieron en las proximidades de las zonas aledañas, exactamente como había previsto la orden real de 1796 que legalizó la producción y el consumo de esta bebida, acabando con el viejo y próspero negocio clandestino del aguardiente, así como del cultivo de la vid y la fabricación de vino, ya que este era producido en cantidades limitadas y realizado de manera doméstica, tanto en la ciudad capital, así como en pequeños viñedos cercanos a ella.

#### Producción del Vino Hidrocálido
Durante el porfiriato la industria agrícola mexicana tuvo varios intentos por incentivar la producción, a pesar de dichos planes, la producción de la vid en Aguascalientes se estancó y no fue hasta la creación de la Presa Plutarco Elías Calles que volvió a ser restablecida esta actividad. La producción de vino en el transcurso de 400 años tuvo muchos cambios, no fue hasta el siglo XX en la década de los 40 hasta mediados de los 70, cuando la industria vitivinícola tuvo un fuerte repunte, asentando las bases para una futura Feria de la Uva.
A mediados del siglo XX, la producción de uva y vino fueron consolidándose en Aguascalientes por medios inducidos como el mejoramiento de tierras y el riego mecánico, lo anterior debido a la insuficiente precipitación pluvial en el estado. Esta mejora se incrementó de sobremanera gracias a la colaboración de Nazario Ortiz Garza, (fundador de Viñedos Ribier y de la Compañía Vinícola de Aguascalientes), quien invirtió y promovió que otros empresarios invirtieran sus capitales en tierras, viñedos y vinícolas, consiguiendo que la vitivinicultura fuese la actividad que dinamizó la economía rural de Aguascalientes durante ese período.

## Feria de la uva

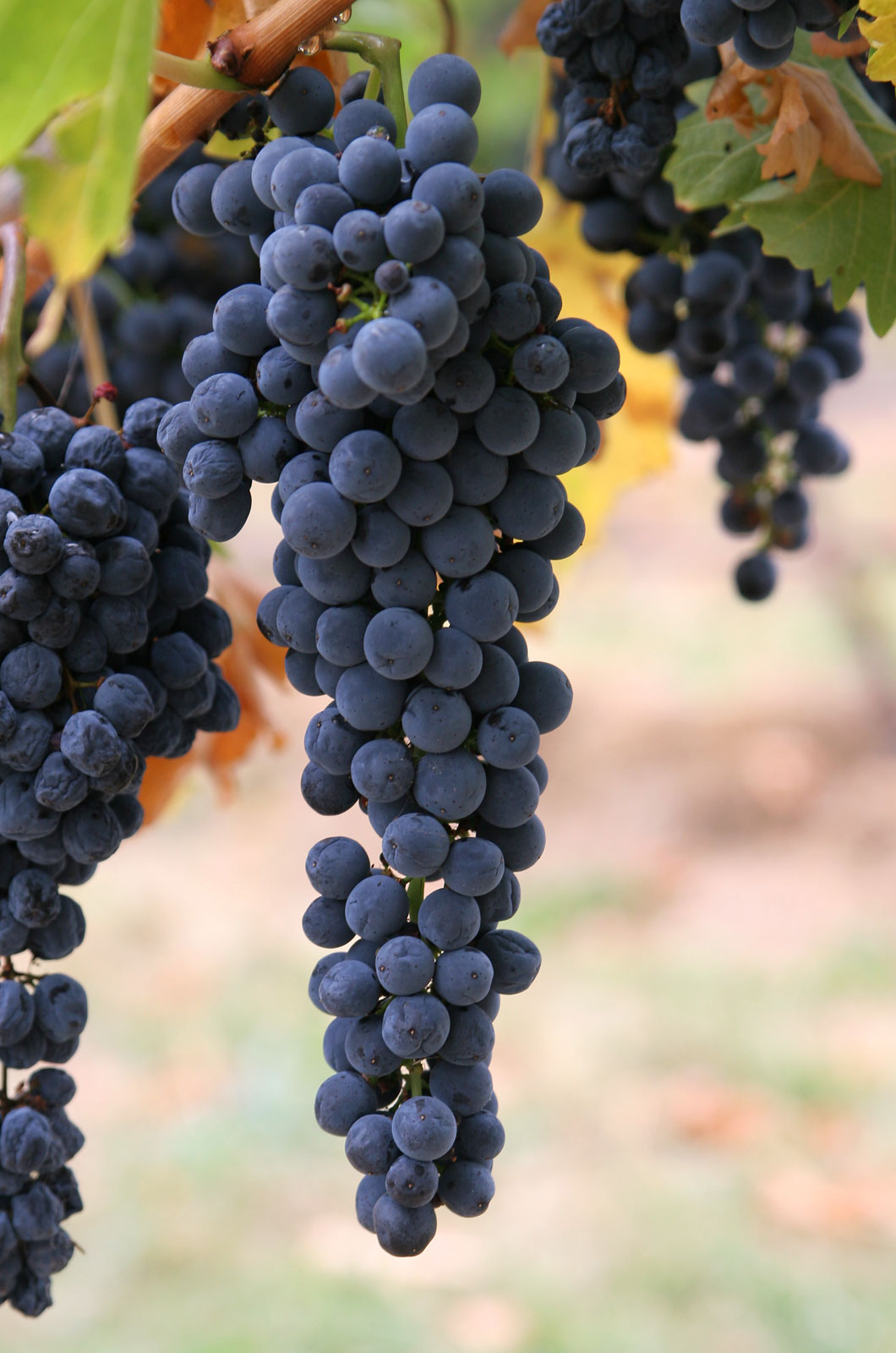
Uvas de vino.

La Asociación de Vitivinicultores funda en 1954, la Feria de la Uva.La estrategia consistió en invitar a periodistas y políticos, así como a embajadores y cónsules, con el propósito de que fueran sus portavoces tanto en México como en el extranjero, poniendo en relieve las supuestas bondades de la tierra, vides y vinos producidos en Aguascalientes. Comidas campestres, bailes, juegos pirotécnicos, concursos, eventos deportivos, coronación de la reina, presencia de artistas del mundo teatral y cinematográfico del momento, fueron algunos de los elementos de ese espectáculo que se montó año con año tanto para la élite como para la ciudad.
A partir del 2005 resurge el gusto por el vino, promovida  por los productores locales así como del gobierno del estado debido al interés creciente en la cultura del vino y el reconocimiento de la diversidad geográfica del país. Eventos como festivales de vino, catas y la promoción del enoturismo han contribuido a consolidar la presencia de México en el mapa mundial de la viticultura, ofreciendo a los consumidores una amplia variedad de vinos que capturan la esencia y la pasión de las regiones vinícolas mexicanas.

### Uvas cultivadas en Aguascalientes[7]
- Cabernet Sauvignon
- Merlot
- Zinfandel
- Syrah
- Petitte Shiraz
- Mourvedre
- Nebbiolo
- Garnacha Blanca
- Touriga Nacional
- Tempranillo.

## Vinicultura delsigloXXI
La vinicultura en México ha sido impulsada por inversiones en tecnología, el interés creciente en la cultura del vino y el reconocimiento de la diversidad geográfica del país. Eventos como festivales de vino, catas y la promoción del enoturismo han contribuido a consolidar la presencia de México en el mapa mundial de la viticultura, ofreciendo a los consumidores una amplia variedad de vinos que capturan la esencia y la pasión de estas regiones vinícolas mexicanas. 